# Championnat d'Afrique du Nord des nations des moins de 17 ans 2008
Navigation
Édition précédente Édition suivante
Le Championnat d'Afrique du Nord des nations des moins de 17 ans 2008 était la quatrième édition du Tournoi UNAF U-17. Elle s'est tenue en Algérie, où elle a commencé le 12 décembre et s'est terminée le 22 décembre.

## Équipes participantes
- Algérie
- Maroc
- Tunisie
- Libye
- Guinée (invitée)

## Compétition
| Rang | Équipe  | Pts | J | G | N | P | Bp | Bc | Diff |  | Résultats (▼ dom., ► ext.) | Algérie | Libye | Guinée | Tunisie | Maroc |
| ---- | ------- | --- | - | - | - | - | -- | -- | ---- |  | -------------------------- | ------- | ----- | ------ | ------- | ----- |
| 1    | Algérie | 8   | 4 | 2 | 2 | 0 | 6  | 2  | +4   |  | Algérie                    |         | 3-0   | 1-1    | 1-0     | 1-1   |
| 2    | Libye   | 7   | 4 | 2 | 1 | 1 | 3  | 4  | -1   |  | Libye                      |         |       | 1-1    | 1-0     | 1-0   |
| 3    | Guinée  | 6   | 4 | 1 | 3 | 0 | 6  | 3  | +3   |  | Guinée                     |         |       |        | 2-1     | 3-1   |
| 4    | Tunisie | 4   | 4 | 1 | 1 | 2 | 3  | 4  | -1   |  | Tunisie                    |         |       |        |         | 2-1   |
| 5    | Maroc   | 1   | 4 | 0 | 1 | 3 | 2  | 7  | -5   |  | Maroc                      |         |       |        |         |       |

### Détaille des matchs
| 12 décembre 2008 | Algérie                    | 3 - 0 | Libye | Stade Zéralda, Alger |  |
|                  | Cheheima · Toulait · Ziane | (-)   |       |                      |  |
|                  | Report                     |       |       |                      |  |

| 12 décembre 2008 | Tunisie                   | 2 - 1 | Maroc       | Stade Omar Hamadi, Alger |  |
|                  | But inscrit · But inscrit | (-)   | But inscrit |                          |  |
|                  | Report                    |       |             |                          |  |

| 15 décembre 2008 | Algérie  | 1 - 1   | Guinée  | Stade Zéralda, Alger |  |
|                  | 5e Ziane | (1 - 0) | ??? 56e |                      |  |
|                  | Report   |         |         |                      |  |

| 15 décembre 2008 | Libye       | 1 - 0 | Tunisie | Stade Omar Hamadi, Alger |  |
|                  | But inscrit | (-)   |         |                          |  |
|                  | Report      |       |         |                          |  |

| 17 décembre 2008 | Algérie     | 1 - 1 | Maroc       | Stade Zéralda, Alger |  |
|                  | But inscrit | (-)   | But inscrit |                      |  |
|                  | Report      |       |             |                      |  |

| 17 décembre 2008 | Libye       | 1 - 1 | Guinée      | Stade Omar Hamadi, Alger |  |
|                  | But inscrit | (-)   | But inscrit |                          |  |
|                  | Report      |       |             |                          |  |

| 19 décembre 2008 | Libye       | 1 - 0 | Maroc | Stade Zéralda, Alger |  |
|                  | But inscrit | (-)   |       |                      |  |

| 19 décembre 2008 | Tunisie     | 1 - 2 | Guinée                    | Stade Omar Hamadi, Alger |  |
|                  | But inscrit | (-)   | But inscrit · But inscrit |                          |  |

| 22 décembre 2008 | Maroc       | 1 - 3 | Guinée                                  | Stade Omar Hamadi, Alger |  |
|                  | But inscrit | (-)   | But inscrit · But inscrit · But inscrit |                          |  |

| 22 décembre 2008 | Algérie   | 1 - 0 | Tunisie | Stade Zéralda, Alger |  |
|                  | 5e Bezzaz | (1 -) |         |                      |  |
|                  | Report    |       |         |                      |  |

## Vainqueur
| Championnat d'Afrique du Nord des nations des moins de 17 ans Vainqueur 2008 |
| ---------------------------------------------------------------------------- |
| Algérie Deuxième titre                                                       |